# Henri Laaksonen
Henri Joona Julius Laaksonen (født 31. marts 1992 i Lohja, Finland) er en professionel tennisspiller fra Schweiz, som indtil 2010 repræsenterede sit fødeland, Finland.